# اگوست فرانسوا بن‌تان
اگوست فرانسوا بن‌تان- لفورت (انگلیسی: Auguste François Bontems-Lefort)، تولد: ۱۵ ژوئن ۱۷۸۲ در ژنو، مرگ ۷ مارس ۱۸۶۴ در ژنو. پدر او پیر بن‌تان بانکدار و مادرش کریستین لفورت بود. او در ۱۸۱۵ با جین لوئیس کویادون و در ۱۸۳۰ با آن ام نانسی سالامون ازدواج کرد.
تحصیلات ابتدایی را در ژنو پشت سر گذاشت، استعداد و علاقهٔ زیای به تحصیل در علوم طبیعی داشت، اما به دلیل مشکلات مالی نتوانست در این رشته تحصیل کند. او در پلی تکنیک پاریس و مدرسه عالی متز شرکت کرد و درجه ستوان مهندس را به دست آورد (۱۸۰۱) و در سال ۱۸۰۲ به درجه سرگردی نائل شد.
در ۱۸۰۶ مجدداً به ارتش پیوست و در نبرد استرلیتز شرکت داشت و در همین نبرد زخمی شد، به خاطر رشادت‌هایی که در این جنگ از خود نشان داد، در سال ۱۸۴۰ مدال لژیون دونر را دریافت کرد. او در سال ۱۸۰۷ مأمور شد به عثمانی و ایران سفر کند، و در قسطنطنیه زیر نظر ژنرال سباستیانی سفیر فرانسه خدمت کرد. او در مدت کوتاهی که در این شهر حضور داشت به درجهٔ کاپیتانی دست یافت. او در همین سال به عنوان نمایندهٔ فرانسه به ایران اعزام شد تا ارتباطی بین دو دولت برقرار کند و در عین حال در ارتش عباس میرزا نظام جدید را تعلیم دهد. او در ایران مورد توجه عباس میرزا و فتحعلی شاه قرار گرفت و نشان شیر و خورشید را از دولت ایران دریافت کرد اما به دلیل مشکلاتی که وجود داشت در ۱۸۰۸ ایران را ترک کرد.
بن‌تان همزمان با معاهدهٔ فینکن اشتاین در ایران حضور داشت. او یک سال بعد از ژوبر اولین سفیر فرانسه در دربار ایران، به ایران وارد شد، و مأموریت این دو با حضور ژنرال گاردان در ایران خاتمه یافت.
کتاب خاطرات او در ایران تحت عنوان سفرنامه اگوست بن‌تان توسط منصوره اتحادیه (نظام‌مافی) ترجمه و در سال ۱۳۵۴ توسط انتشارات سپهر منتشر شد.